# Фёдоров, Александр Викторович
Алекса́ндр Ви́кторович Фёдоров (род. 4 ноября 1954, Елизово, Хабаровский край) — российский учёный-педагог, специалист по медиаобразованию, киновед, кинокритик. Доктор педагогических наук (1993), профессор (1994).

## Биография
Родился 4 ноября 1954 года в Елизово. В 1972 году окончил Таганрогскую школу № 10. В 1977 году окончил Таганрогский радиотехнический институт. В 1983 году окончил киноведческий факультет Всесоюзного государственного института кинематографии. Окончил аспирантуру (1986) и докторантуру (1993) Института художественного образования Российской академии образования. В 1993 году в Институте средств обучения РАО защитил диссертацию на соискание учёной степени доктора педагогических наук по теме «Система подготовки студентов педвузов к эстетическому воспитанию школьников на материале экранных искусств». В 1991—1992 годах был членом редколлегии журнала «Советский экран» («Экран»).
В 1994 году присвоено учёное звание профессора. С 1987 года — заведующий кафедрой социокультурного развития личности Таганрогского государственного педагогического института (с 2018 года — профессор кафедры). С 2005 по май 2014 года — проректор по научной работе, с июня 2014 по апрель 2018 года — заместитель директора по научной работе.
Президент Ассоциации кинообразования и медиапедагогики России (с 2003 по сентябрь 2014), почётный президент Ассоциации кинообразования и медиапедагогики России (с 2014), главный редактор журнала «Медиаобразование» (с 2005). Член Союза кинематографистов России (с 1984), Национальной Академии кинематографических искусств и наук России (с 2002), ФИПРЕССИ. Лауреат премии Союза кинематографистов по кинокритике и киноведению (1983), премии Гильдии киноведов и кинокритиков России (2001), премии Гильдии киноведов и кинокритиков России (2016), дипломов Гильдии киноведов и кинокритиков России (2014, 2019, 2024) и премии «За выдающийся вклад в развитие медиаобразования» (2007), Лауреат международных конкурсов медиаисследований Национальной ассоциации исследователей масс-медиа (НАММИ) (2018, 2020, 2021, 2022, 2023), Лауреат международной «Невской премии» в области массовых коммуникаций и журналистики (2019). Победитель всероссийского конкурса «Золотые имена высшей школы» 2018 в номинации «За вклад в науку и высшее образование».
24 сентября 2019 года первым (и пока единственным) из российских медиапедагогов получил почетную международную награду ЮНЕСКО «Глобальная медиа и информационная грамотность — 2019» (UNESCO Global Media and Information Literacy Award — 2019). Эта награда ежегодно присуждается ЮНЕСКО за выдающиеся достижения и руководящую роль в области информации и медиа, исследователям медиакультуры, педагогам, творческим работникам, активистам, ассоциациям и другим группам, инновационным образом интегрирующим медиа и информационную грамотность в свою работу и связанные с ней мероприятия.
В 2022 году удостоился Национальной премии «Профессор года».
В 2021-2022 годах по данным мирового рейтинга World Scientist Rankings А. Фёдоров занял первое место в России, третье место в Европе и 18-е место в мире среди учёных, публикующихся по теме «Журналистика и медиа».
Индекс цитируемости Хирша = 37 (число самоцитирований - 20,0%). Лауреат международной Невской премии за вклад в изучение журналистики и массовых коммуникаций (2019). Входил в первую тройку списка 100 самых цитируемых педагогов России по версии журнала «Вестник Института образования человека», составленный на основании РИНЦ — Российского индекса научного цитирования. По данным РИНЦ занимает первое место в списке 100 самых цитируемых ученых в области массовой коммуникации, журналистики и СМИ (2020-2024). Возглавляет ведущую научную школу России по тематике медиаобразования и медиакомпетентности — грант Президента РФ «Поддержка ведущих научных школ России» (2003—2005), гранты Министерства образования и науки Российской Федерации (1997—2008), Российского научного фонда (2017—2023), Российского фонда фундаментальных исследований (2018—2022), Российского гуманитарного научного фонда (1999—2012), Президента Российской Федерации для поддержки творческих проектов общенационального значения в области культуры и искусства (2002), гранты зарубежных фондов. В 2016 году получил награду Socios de Honor (Испания).
Работал в ряде российских и зарубежных университетов, был членом жюри на нескольких международных кинофестивалях, выступал с докладами на конференциях ЮНЕСКО (1999, 2005, 2007), Совета Европы (2002, 2007), ООН (2008) и др.

## Научные труды
- «За» и «против»: Кино и школа. — М., 1987.
- Трудно быть молодым: кино и школа. — М.: Киноцентр, 1989. — 66 с.
- Видеоспор: кино — видео — молодежь. — Ростов, 1990.
- Медиаобразование: история, теория и методика. — Ростов: Изд-во ЦВВР, 2001. — 708 с.
- Медиаобразование в России: краткая история развития. — Таганрог, 2002. — 266 с.
- Медиаобразование в зарубежных странах. — Таганрог, 2003. — 238 с.
- Медиаобразование будущих педагогов. — Таганрог, 2005. — 314 с.
- Развитие медиакомпетентности и критического мышления студентов педагогического вуза. — М., 2007. — 616 с.
- On Media Education. — M., 2008
- Медиаобразование: вчера и сегодня. — М., 2009. — 234 с.
- Трансформации образа России на западном экране: от эпохи идеологической конфронтации (1946—1991) до современного этапа (1992—2010). — М., 2010. — 202 c.
- Эволюция образа Белого движения в отечественном и зарубежном игровом кинематографе звукового периода. — М., 2015. — 120 с.
- Fedorov, A. Media literacy education. — Moscow: ICO «Information for all», 2015. — 577 p.
- Fedorov, A. Film studies in the university students’ audience: from entertainment genres to art house. — Moscow: ICO: Information for all, 2014. 232 p.
- Синтез медиаобразования и медиакритики в процессе подготовки будущих педагогов. — Ростов-на-Дону : Издательство Южного федерального ун-та, 2016. — 574 с.
- The white movement image in the mirror of the Russian and western screen. — Moscow, 2016. — 88 p.
- Трансформации образа западного мира на советском и российском экранах: от эпохи идеологической конфронтации (1946—1991) до современного этапа (1992—2016). — М., 2016. — 216 c.
- Кинематограф в зеркале советской и российской кинокритики. — М.: МОО «Информация для всех», 2016. — 228 с.
- Отечественный игровой кинематограф в зеркале советской кинокритики. — М.: Изд-во МОО «Информация для всех», 2016. — 111 c.
- Western World in the Soviet and Russian Screen: From Epoch of Ideological Confrontation (1946—1991) to Modern Time (1992—2016). — Moscow, 2016.
- Фёдоров А. В. 100 самых популярных советских телефильмов и сериалов: мнения кинокритиков и зрителей. — М.: ОД «Информация для всех», 2021. — 146 с.
- Фёдоров А. В. Советская кинофантастика в зеркале кинокритики и зрительских мнений. — М.: ОД «Информация для всех», 2021. — 170 с.
- Фёдоров А. В. Тысяча и один самый кассовый советский фильм: мнения кинокритиков и зрителей. — М.: ОД «Информация для всех», 2021. — 1134 с.
- Фёдоров А. В. Рекордсмены запрещенного советского кино (1951-1991) в зеркале кинокритики и зрительских мнений. — М.: ОД «Информация для всех», 2021. — 120 с.